# 小行星4513
小行星4513（英語：4513 Louvre）是一颗围绕太阳公转的小行星。1971年8月30日，塔瑪拉·米哈伊洛夫那·斯米爾諾娃在克里米亚发现了此天体。
这颗小行星的绝对星等为205.1606868995939等。